# Theloderma bicolor
Theloderma bicolor és una espècie de granota endèmica del Vietnam.
Està amenaçada d'extinció per la pèrdua del seu hàbitat natural.